# Hasan Azizul Huq
Hasan Azizul Huq (2 de fevereiro de 1939 – Rajshahi, 15 de novembro de 2021) foi um escritor de contos de Bangladesh. Ele foi premiado com o Ekushey Padak em 1999 e com o Bangla Academy Literary Award em 1970.

## Biografia
Huq nasceu em Jabgraam, distrito de Burdwan, no oeste de Bengala. Em 1947, seus pais se mudaram para Phultala, próximo à cidade de Khulna, Bangladesh. Ele completou sua pós-graduação na Universidade Rajshahi em 1960. Huq serviu como inspiração para o departamento de filosofia da mesma universidade.
Huq foi o segundo presidente Bangabandhu do departamento de história da Universidade de Dhaka.[carece de fontes?]
A primeira obra de contos publicada por Huq foi Samudrer Swapna, Shiter Aranya (1964). Entre outros volumes notáveis estão: Atmaja o Ekti Karabi Gaachh (1967), Jeeban Ghase Agun (1973), Namhin Gotrohin (1974), Pataale, Haspataale (1981), Kathakataa (1981), Aprakasher Bhaar (1988) e Ma Meyer Sansar (1997) e Raarbanger Golpo (1999). Ele também escreveu duas autobiografias: Fire Jai Fire Ashi e Uki Diye Digonto.
Suas histórias foram traduzidas para inglês, hindi, urdu, russo e checo.
Huq morreu em 15 de novembro de 2021, aos 82 anos de idade, em sua casa em Rajshahi.

## Trabalhos
- Atmoja O Ekti Karabi Gaach
- Jibon Ghoshe Agun
- Agunpakhi
- Naamhin Gotrahin[1]

## Prêmios
- Bangla Academy Literary Award (1970)[1]
- Ekushey Padak (1999)
- Ananda Purashkar (2008)
- Druhee Katha-Shahityak Abdur Rouf Choudhury Memorial Award
- Adamjee Literary Award
- Lekhok Shibir Puroshkar
- Alaol Sahitya Puroshkar
- Alokto Sahitya Puroshkar
- Agrani Bank Puroshkar
- Philips Sahitya Puroshkar[4]